# کوفیا برگ‌زوفا
کوفیا برگ‌زوفا (نام علمی: Cuphea hyssopifolia)، خلنگ کاذب، خلنگ مکزیکی، خلنگ هاوایی و یا علف الفی،  یک درختچه کوچک همیشه‌سبز بومی مکزیک، گواتمالا و هندوراس است.

## شرح
ارتفاع آن به حدود ۶۰ سانتی‌متر و عرض ۹۰ سانتی‌متر می‌رسد و دارای گل‌های بنفش، اسطوخودوسی یا سفید و شاخ و برگ‌های ظریف است. برگ‌های آن کوچک، باریک و سبز تیره است. میوه یک کپسول حاوی بذرهای کوچک کروی است. لقب خاص هیسوپیفولیا لاتین (hyssopifolia) (که در چندین نام گیاهی دیگر، از جمله پشمالو برگ‌زوفا (Bassia hyssopifolia) نیز دیده می‌شود) به معنای «برگ زوفا» است، که به برگ‌های باریک و ظریف آن گیاه اشاره دارد.

## زیستگاه
در آب و هوای گرم، نیمه گرم و معتدل بین ۵۰۰ تا ۲۲۴۰ متر از سطح دریا وجود دارد. گیاهی زینتی که در باغ‌ها و باغچه‌ها رشد می‌کند، در سواحل نهرها رشد می‌کند که با پوشش گیاهی آشفته جنگل‌های برگ‌ریز و برگ‌ریز زیراستوایی و همچنین جنگل‌های میانه‌دوست کوهستانی همراه است. این گونه در هاوایی طبیعی شده است و در آنجا به‌عنوان یک علف هرز جدی در نظر گرفته می‌شود.

## کشت
در کشت، گونه با طیف وسیعی از خاک‌ها در یک موقعیت آفتابی یا نیمه‌سایه با زهکشی خوب سازگار می‌شود. می‌توان آن را در فضای باز در مناطق پهنه سرمایی (USDA 8B-11) کشت کرد، اما دمای انجماد را تحمل نمی‌کند. در مناطق سردتر ممکن است به‌صورت یکساله کشت شود. گیاهان را می‌توان با قلمه‌زدن، لایه‌بندی یا تقسیم‌بندی تکثیر کرد. آنها آزادانه بذر می‌دهند و نهال‌های جدیدی که ظاهر می‌شوند به راحتی جابه‌جا می‌شوند. این گیاه جایزه گاردن مریت را از انجمن سلطنتی باغبانی (Royal Horticultural Society) دریافت کرده است (تأیید شده در سال ۲۰۲۰).

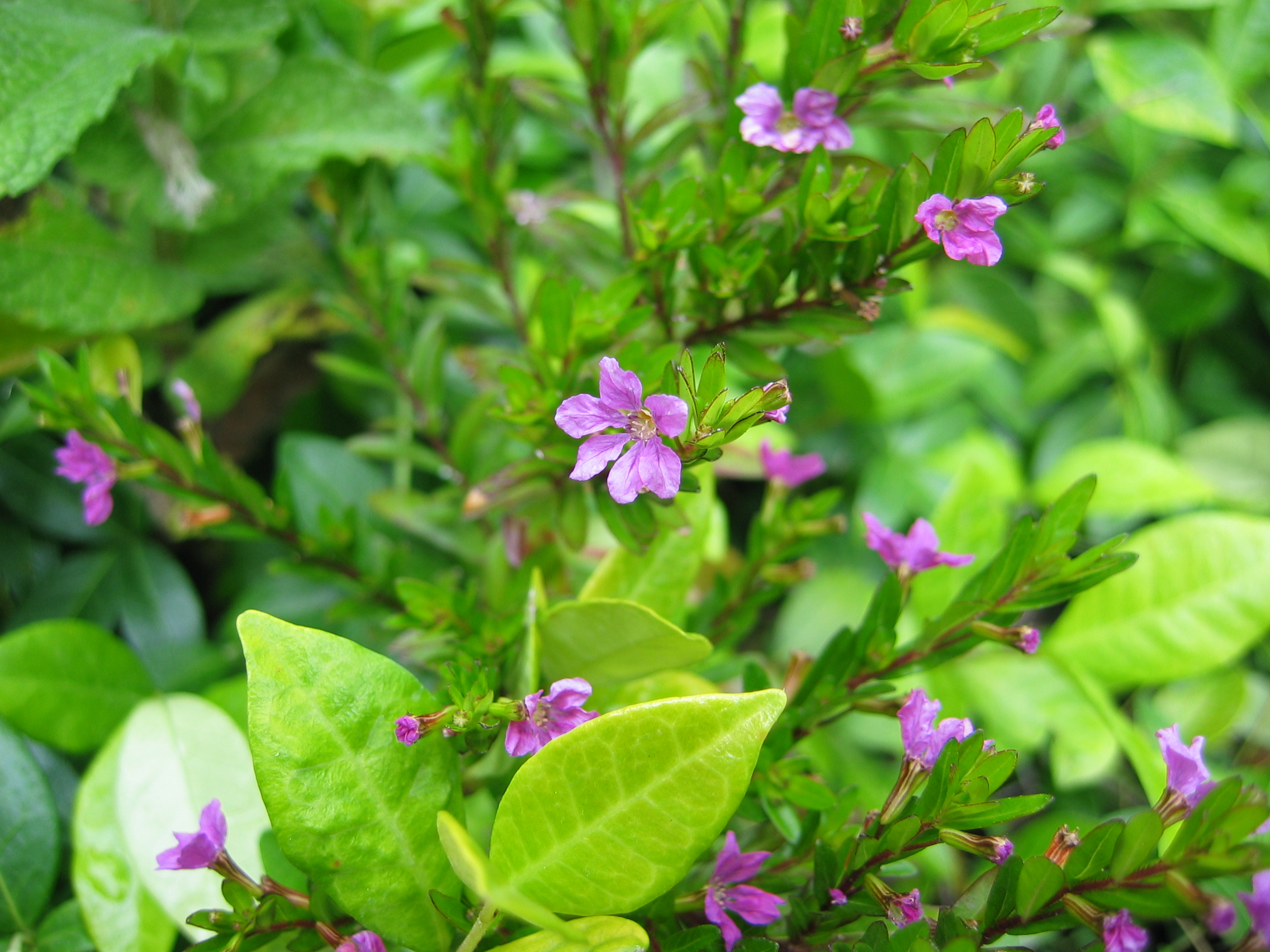
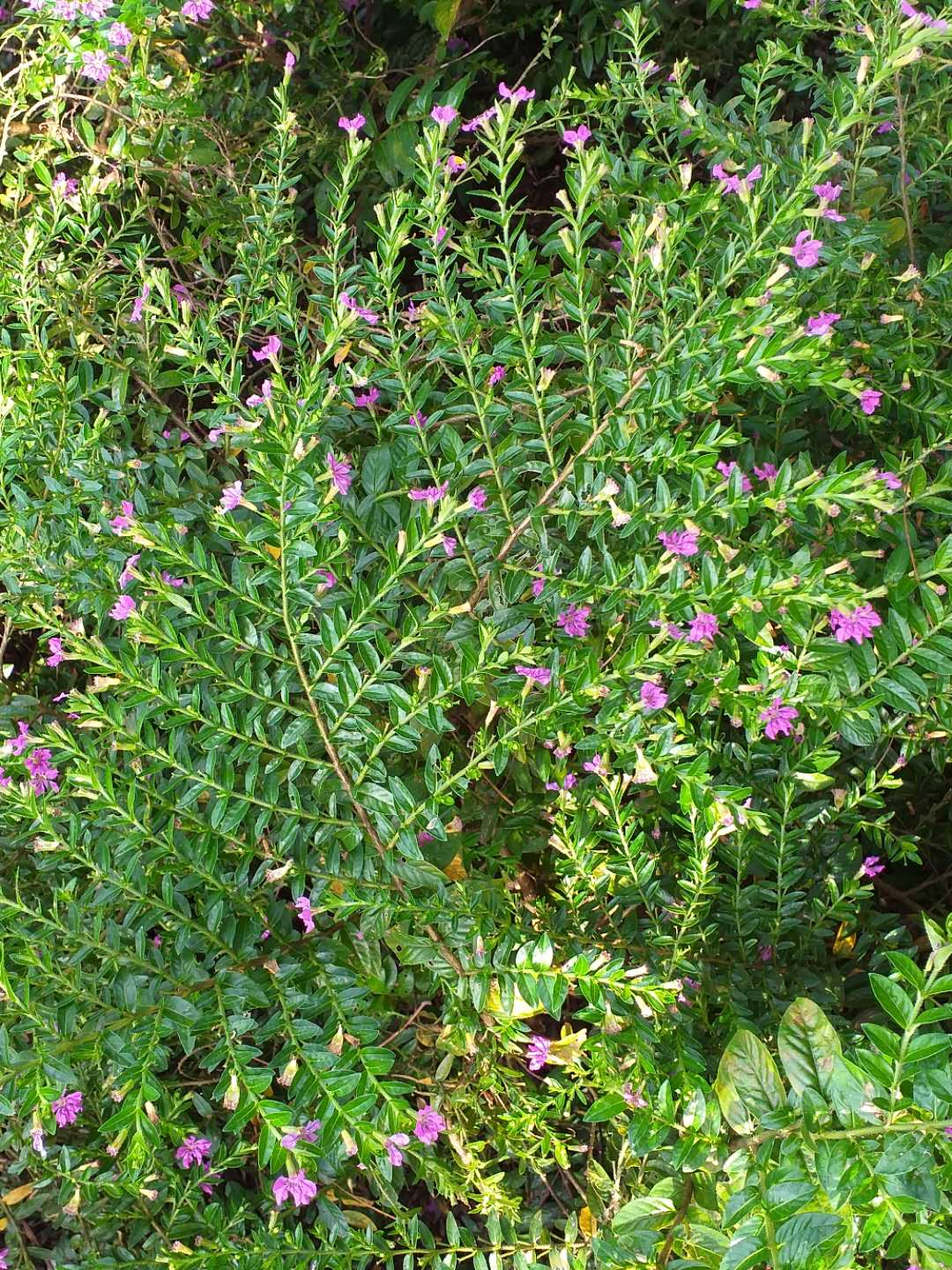